# چشمه بشر
چشمه بِشِر، واقع در شهرستان نی‌ریز در استان فارس است.
این چشمه که از دامنه کوه سلطان‌شهباز در ۲۰ کیلومتری جنوب غربی نی‌ریز سرچشمه می‌گیرد، سیراب‌کننده باغات انجیر، انار و بادام اطراف شهرستان و باعث رونق دره پلنگان در نزدیکی شهر نی‌ریز است.
مسیر: ابتدا باید به دره پلنگان رفته و به انتهای آن برسید، سپس باید از جاده خاکی اخر مسیر (پیاده) حدود 15 دقیقه پیاده‌روی کنید ، زیبایی این چشمه زمانی است که بارندگی زیاد باشد

## منبع
- اطلس راه‌های ایران، مؤسسه کارتوگرافی گیتاشناسی